# Olga Lambea Martínez
Olga Lambea Martínez (Madrid, 20 de setembre de 1974) és una periodista i presentadora espanyola.

## Trajectòria
És llicenciada en Ciències de la Informació per la Facultat de Ciències de la Informació (Universitat Complutense de Madrid) i va iniciar la seva carrera a TV Guadalajara, així com en altres mitjans regionals de televisió i premsa escrita.
A l'agost de 2005 es va incorporar a RTVE, als Serveis Informatius de TVE, presentant informatius en el Canal 24 horas, en el Informatiu territorial de Madrid i en el TD3. També ha estat redactora de l'àrea de Nacional i del Canal 24 hores, formant part de l'equip d'edició i presentació de La mañana en 24 horas.
De 2012 a 2014 va presentar Informe semanal en substitució d'Ana Roldán, programa al qual va tornar en 2018 de manera provisional. També va elaborar i va presentar els microespais Fue informe que s’emetien al Canal 24 horas.
Al mateix temps, entre 2014 i 2019, va ser presentadora suplent del TD1 i del TD2. En 2015 va treballar a La noche en 24 horas i el 2016 també a Emprende.
Entre 2017 i 2018 va assumir la conducció i coedició de Hora 14 també al Canal 24 horas.
Entre 2018 i 2019, va copresentar Diario 24 horas al costat d’Álex Barreiro i Elena Ochoa.
Des de setembre de 2019, copresenta els informatius de cap de setmana del Canal 24 horas.

## Premis i reconeixements
Al novembre de 2022 va ser finalista als XXIV Premis Iris de l'Acadèmia de Televisió per Informatius Canal 24 Horas